# Alma (Wisconsin)
Pour les articles homonymes, voir Alma.
La ville d’Alma est le siège du comté de Buffalo, dans l’État du Wisconsin, aux États-Unis. Sa population s’élevait à 781 habitants lors du recensement de 2010, estimée à 715 habitants en 2017.

## Démographie
| Groupe            | Alma | Wisconsin | États-Unis |
| ----------------- | ---- | --------- | ---------- |
| Blancs            | 98,5 | 86,2      | 72,4       |
| Métis             | 0,9  | 1,8       | 2,9        |
| Amérindiens       | 0,4  | 1,0       | 0,9        |
| Asiatiques        | 0,1  | 2,3       | 4,8        |
| Afro-Américains   | 0,1  | 6,3       | 12,6       |
| Autres            | 0    | 2,4       | 6,2        |
| Total             | 100  | 100       | 100        |
|                   |      |           |            |
| Latino-Américains | 0,6  | 5,9       | 16,7       |

Selon l'American Community Survey, pour la période 2011-2015, 95,46 % de la population âgée de plus de 5 ans déclare parler anglais à la maison, alors que 2,57 % déclare parler l'espagnol et 1,97 % une autre langue.